# Aedes kabaenensis
Aedes kabaenensis är en tvåvingeart som beskrevs av Steffen Lambert Brug 1939. Aedes kabaenensis ingår i släktet Aedes och familjen stickmyggor. Inga underarter finns listade i Catalogue of Life.